# ديزجان (غلبايغان)
ديزجان (بالإنجليزية: Dizjan, Golpayegan)‏ هي قرية تقع في قسم كناررودخانه الريفي في إيران. يقدر عدد سكانها بـ 43 نسمة بحسب إحصاء 2016.